# Kara DioGuardi
Kara Elizabeth DioGuardi, född 9 december 1970 i Ossining, New York, är en amerikansk låtskrivare, skivproducent, musikförläggare, A&R-chef, kompositör, TV-personlighet och sångerska av albanskt ursprung. Hon har varit med och skrivit några av världens populäraste låtar.
Hon har bland annat skrivit låtar för Demi Lovato, Anastacia, Brandy, Britney Spears, Christina Aguilera, Hilary Duff, Ashlee Simpson, Gwen Stefani, Pussycat Dolls, Ashley Tisdale och Kylie Minogue. Kara DioGuardi har också ett eget band tillsammans med David A. Stewart som heter Platinum Weird.
2009 var DioGuardi en av jurymedlemmarna i American Idol.

## Privatliv
I juli 2009 gifte sig DioGuardia med Mike McCuddy. Tillsammans har DioGuardi och McCuddy en son, född via surrogatmödraskap.